# Allophyes subcapucina
Allophyes subcapucina är en fjärilsart som beskrevs av Turner 1943. Allophyes subcapucina ingår i släktet Allophyes och familjen nattflyn. Inga underarter finns listade i Catalogue of Life.